# 3,4-二碘苯胺
3,4-二碘苯胺是一种有机碘化合物，化学式为C6H5I2N，是二碘苯胺的同分异构体之一，它和2,3-二碘苯胺一样，由于两个碘处于邻位，不如其它异构体稳定。它的对位碘在氯化亚锡的盐酸溶液中可以被移除。它的盐酸盐是已知的。